# بخش قاهان
بخش قاهان، یکی از بخش‌های شهرستان جعفرآباد در استان قم ایران است. مرکز این بخش، شهر قاهان است.

## تقسیمات کشوری
- بخش قاهان
  - دهستان قاهان
  - دهستان کهندان
  - شهر: قاهان

## جمعیت
بر پایه سرشماری عمومی نفوس و مسکن در سال ۱۳۹۵، جمعیت بخش قاهان برابر با ۲٬۹۰۰ نفر بوده‌است.